# Neos Kosmos (stacja metra)
Neos Kosmos (gr: Νέος Κόσμος) – stacja metra ateńskiego, na linii 2 (czerwonej). Została otwarta 16 listopada 2000. Znajduje się w dzielnicy Neos Kosmos. Na tej stacji możliwa jest przesiadka do tramwaju linii 4 i 5.